# Amde Tsyjon II
Amde Tsyjon II (gyyz: ዓምደ ፡ ጽዮን, czyli Podpora Syjonu, lub bardziej dosłownie Filar Syjonu, ur. około 1487, zm. 26 października 1494) – cesarz Etiopii z dynastii salomońskiej. Był synem cesarza Aleksandra i jego drugiej żony – córki cesarza Beyde Marjama I. Amde Tsyjon jako dziecko, szybko stał się zbędnym elementem w walce o władzę. Jego teoretyczne rządy zakończyły się śmiercią. Na tronie zastąpił go Naod – drugi syn Beyde Marjama I. Według etiopskiego historyka Taddasse Tamrata: "Panowanie Amdy Tsyjona trwało zaledwie pół roku i nawet jego hagiograf zdradza poczucie ulgi na wieść o jego śmierci."